# Josie Totah
Josie Totah (* 5. August 2001 in Sacramento, Kalifornien) ist eine US-amerikanische Schauspielerin, Sängerin und Komikerin. Das Time Magazine veröffentlichte einen Artikel über ihr Leben als trans Frau.

## Leben
Totah begann ihre Schauspielkarriere im Jahr 2012 mit der Sendung Kroll Show. Bekannt wurde sie mit der Rolle des Stuart Wooten in der Fernsehserie Jessie. Sie ist dazu noch Sängerin und Komikerin.

## Filmografie (Auswahl)
- 2012: Kroll Show (Fernsehserie)
- 2012–2015: Jessie (Fernsehserie, 7 Folgen)
- 2013–2014: Back in the Game (Fernsehserie, 13 Folgen)
- 2014–2016: Sofia die Erste – Auf einmal Prinzessin (Sofia the First, Fernsehserie, 4 Folgen, Stimme)
- 2014: Nina muss mal (Nina Needs to Go!, Fernsehserie, 15 Folgen, Stimme)
- 2014: New Girl (Fernsehserie, eine Folge)
- 2014: 2 Broke Girls (Fernsehserie, eine Folge)
- 2014: The Exes (Fernsehserie, eine Folge)
- 2015: Glee (Fernsehserie, 4 Folgen)
- 2016–2017: Liv and Maddie (Fernsehserie, 2 Folgen)
- 2016: Time Toys
- 2016: Other People
- 2016: Superkids (Time Toys)
- 2016: Skirtchasers (Fernsehfilm)
- 2017: Handsome
- 2017: Spider-Man: Homecoming
- 2018: Champions (Fernsehserie, Hauptrolle, 10 Folgen)
- 2019: The Other Two (Fernsehserie, eine Folge)
- 2019: Nick für ungut (No Good Nick, Fernsehserie, 4 Folgen)
- 2020: Magic Camp (Disney+ Original)
- 2020–2021: Saved by the Bell (Fernsehserie, 20 Folgen)
- 2021: Moxie. Zeit, zurückzuschlagen (Moxie)
- 2021: iCarly (Folge 1x03)
- 2022: Mr. Mayor (Fernsehserie, 3 Folgen)
- seit 2023: The Buccaneers (Fernsehserie)